# 国鉄キハニ36450形気動車

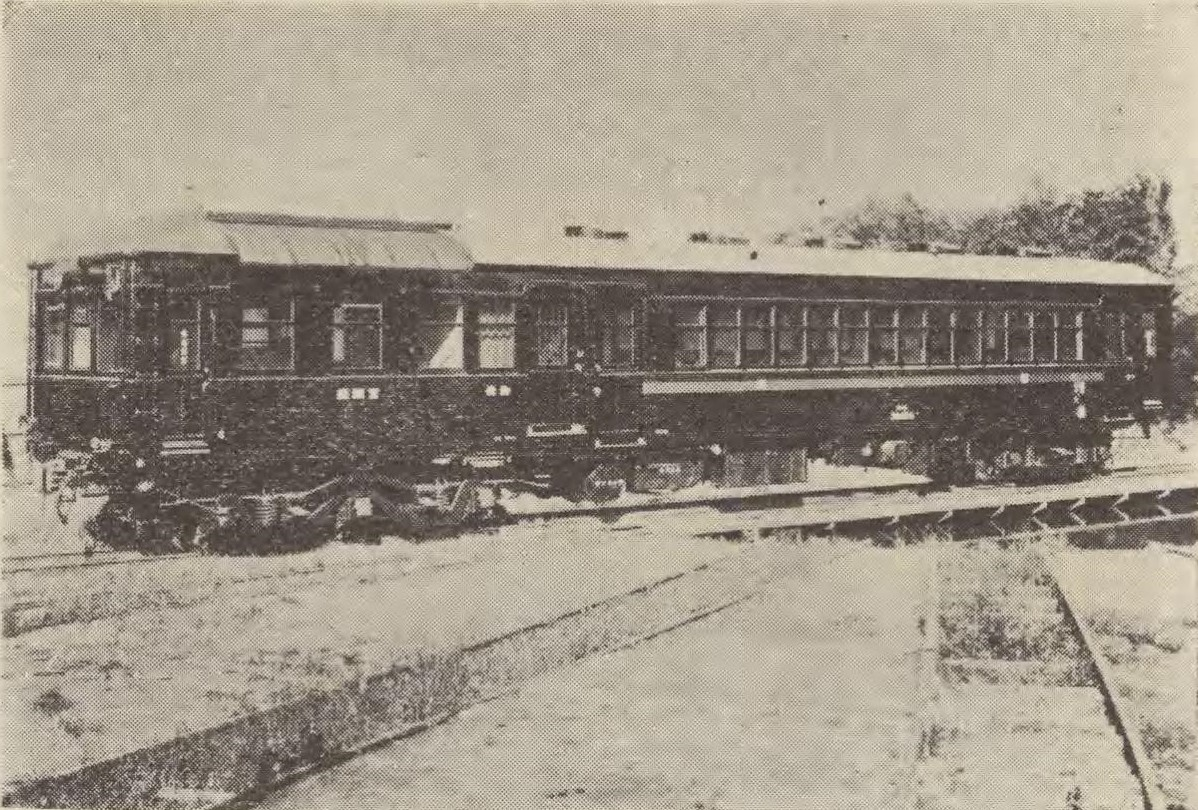
キハニ36450形、製造メーカーの一つである芝浦製作所のカタログ掲載写真、1935年

キハニ36450形は、日本国有鉄道の前身である鉄道省が1931年に2両を試作した電気式ガソリン動車である。

## 概要
1931年に日本車輌製造（キハニ36450）と川崎車両（キハニ36451）の2社で各1両が製作された。
設計は車体と台車が鉄道省、ガソリンエンジンは池貝製作所、主発電機は芝浦製作所、主電動機および空気圧縮機は三菱電機、制御器および電動送風機は日立製作所、 ブレーキ装置は三菱電機および日本エヤーブレーキが、それぞれ担当した。

## 車体
当時量産中の32系電車に準じた設計の、溝形鋼を台枠に使用する鋲接構造の半鋼製20 m級車体を備える。
窓配置はd1x3(1)DD(1)12(1)Dd（D：客用扉、d：乗務員扉、(1)：戸袋窓）で、客室座席は戸袋窓およびこれに隣接する1枚分がロングシート、残る10枚分が向い合せの固定クロスシートとされた。
扉横部をロングシートとする配置は32系電車で乗降扉付近の混雑緩和と戸閉機械の設置のために採用されたものを踏襲したもので、駆動台車に装架されている主電動機点検蓋のうち、クロスシート寄りのものは座席との干渉を回避するために平面型が凸型とされた。
側窓は戸袋窓以外の客室窓が2段上昇式、機関室窓は1段下降式であった。
車体の各構成部品は当時の省標準品を多用しており、通路には床面には肺結核予防規則に基づくタンツボが設置されるなど、重量軽減に対する意識は高くなかったと推測される。なお、地方ローカル線での運用が前提であったため、客用扉はステップ内蔵となっており、この点は32系電車とは異なる。
荷物室は荷物扉とその脇の戸袋窓部分で荷重は1 tであり、片隅には冬期の暖房用として縦型ボイラーが設置され、客室には客車用と共通の蒸気暖房装置が設置されていた。これは低出力な発電システム故に、電気暖房に割く余剰電力が存在しなかったための苦肉の策である。
機関室は窓が1x3配置の部分に割り当てられており、直上の屋根左右側面には細長い冷却水・潤滑油用ラジエーターパネルが水・油・水の順に、屋根中央部には2基の大口径強制送風ファンが開口部を設けて、それぞれ線路方向に並べて搭載されていた。
前面は32系電車に準じたフラットな非貫通式3枚窓配置で、雨樋が直線のデザインとされ、幕板の中央窓直上に前照灯が、右側に警笛が装着された。

## 主要機器

### エンジン
動力源となるエンジンはキハニ5000形に引続き池貝製作所製のものとなっており、本形式では型番不詳の大型ガソリン機関（4サイクル縦型6気筒、シリンダ直径165 mm、シリンダストローク190 mm、排気量24300 cc、連続定格出力200 PS/1250 rpm）が搭載された。この機関は車内機関室の床上に設置され、始動をセルモーターに依存し、速度調整器により回転数を1350 rpm以下に自動調節されるようになっており、支持架は振動防止のための硬質ゴム板を挟んで床面にマウントされていた。この支持架を含めた本機関の重量は2 tで、後のGMF13およびGMH17やDMH17、あるいは同時期のウォーケシャなどの輸入ガソリンエンジンなどと比較すると、大出力であったものの出力/重量比が低く、気動車用機関としては出力/重量比が小さかったことがわかる。
機関の冷却は水冷式で、機関室の屋根左右側面にラジエータパネルが設置され、ポンプによる強制駆動で機関を冷却し、冷却水は屋根部より補給を行う構造であった。なお、冷却水の冷却はMH52電動送風機（出力5 kW）2基による強制冷却式である。

### 発電機
機関からの動力を電力に変換する主発電機は機関直結式で、発電機負荷電流の変動に対して出力を一定に保ちやすい他励式界磁を備えた、半密閉式自己通風型の芝浦製作所製DM29が搭載された。
この発電機は端子電圧750 V時定格出力135 kWであった。

### 制御器
制御器は当時の電気機関車用に準じた単位スイッチ式で、直並列切り替えにはCS5などの電車用制御器にも未採用の橋絡わたりが実装され、接触器を中間段階で挿入することで直並列切り替え時の主電動機出力低下による衝動発生を極力抑えるように工夫されていた。

### 主電動機
主電動機は三菱電機の設計によるMT26が客室側2軸台車に2基、吊り掛け式に装架された。歯数比は26:56 = 2.15で、設計最高速度は95 km/hであるが、性能は単車運転時が平坦線で75km/h、10‰上り勾配で50 km/h、12.5 ‰上り勾配で40km/hであり、制御車連結時には平坦線で68 km/h、10 ‰上り勾配で32 km/h、12.5 ‰上り勾配で26 km/hとなった。

### 台車
台車は重量の関係で機関室側付随台車が3軸ボギー、客室側の駆動台車が2軸ボギーという構成とされた。両台車とも当時のTR72・TR14といった既存品に類似する釣合梁式ながら、H型鋼を複雑に加工した側枠を備える専用設計品とされた。
この時期既に次世代の省制式台車であるTR23・TR73系統の台車が32系電車の付随台車やスハ32系客車から採用されていたが、 本形式の台車はその構造等から、自重過大を避ける必要があって採用されたものと推測されている。

### ブレーキ装置
ブレーキシステムは 電車用制御付随車を連結して運行することが当初より考慮されていたため、当時の電車用ブレーキシステムに準じたA動作弁による自動空気ブレーキが採用された。これは運転台の自動ブレーキ弁はキハニ5000形のG1ブレーキ弁の流路を拡大したG1Aブレーキ弁を使用し、これに客車用のAV空気ブレーキ装置を組合わせたGAブレーキ装置と呼称されるブレーキシステムである。なお、後のキハ43000形は本形式と同種のGAブレーキ装置を搭載したが、キハ41000形およびキハ42000形は、キハ5000形と同種で当時の旧型客車用PF空気ブレーキ装置に使用されていたP三動弁を使用するGPもしくはその改良型のGPS空気ブレーキ装置を搭載した。
G1Aブレーキ弁は 長大編成での運行は考慮外であったため、内部に釣り合いピストンを内蔵しておらず、外部に釣り合い空気だめを必要としないものであった。このほか、空気圧縮機はDH25電動空気圧縮機を、調圧器はS16をそれぞれ搭載する。

## 運用状況
竣工後に米原機関区に配置され、線形の平坦な東海道・北陸線彦根－長浜間で区間列車用として単行運転にて就役した。
その後、1936年に既存の木造電車を改造したキクハ16800形制御車を増結し、当初計画どおりの総括制御運転を開始した。
重量が大きいためで十分な性能ではなかったものの、 電気式故に既存技術の流用部分が多く、クラッチや変速機などを持たないため機関にかかる負担も少なかったらしく、運用期間中の故障はわずかであったと伝えられている。
燃費は悪く、1934年2 - 4月の米原機関庫での実績では、1 kmあたりのガソリン消費量は1.414 lで、その後開発された軽量機械式車のキハ41000形の約3倍となった。
戦時中の燃料統制で気動車の運行が困難となったため、1943年までには休車となり、戦後になって機関を下ろした状態で新鶴見操車場や大井工場の職員通勤用客車として一時使用された後、大井工場で台車を装着したまま事務室代用として使用され、1949年に廃車・解体され、1両分の車体は三角の屋根や雨どい、ヒサシを設置して事務所に改造された（1962年9月時点にこの事務所残存が確認されている）。
なお、本形式の廃車後、不要となった2軸台車2台がMT26形主電動機とともに東洋工機に譲渡され、台車は北陸鉄道ED301に、主電動機は東武鉄道日光軌道線ED611に、それぞれ転用された。